# نیکو اوریلی
نیکو اوریلی (انگلیسی: Nico O'Reilly؛ زادهٔ ۲۱ مارس ۲۰۰۵) بازیکن فوتبال اهل بریتانیا است که در حال حاضر برای باشگاه فوتبال منچستر سیتی بازی می‌کند. 
از باشگاه‌هایی که در آن بازی کرده است می‌توان به باشگاه فوتبال منچستر سیتی اشاره کرد.
وی همچنین در تیم‌های ملی فوتبال زیر ۱۶ سال انگلستان، زیر ۱۷ سال انگلستان، زیر ۱۸ سال انگلستان و زیر ۲۰ سال انگلستان بازی کرده است.